# Altpreußisches Infanterieregiment No. 12 (1806)
Das Infanterieregiment mit der späteren Nummer No. 12 war ein brandenburgisch-preußisches Regiment zu Fuß, das 1685 gebildet wurde. Es hatte seine Standorte in der Mark Brandenburg.

## Beurteilung
Das Regiment gehörte im 18. Jahrhundert zu den sogenannten Fürstenregimentern. Insbesondere Erbprinz Ludwig von Hessen-Darmstadt sorgte für eine hervorragende Ausbildung. Wie andere ähnliche Regimenter wurde es im Siebenjährigen Krieg auffällig wenig eingesetzt.

## Verbleib und Nachfolge
Das Regiment wurde am 7. November 1806 durch die Kapitulation bei Ratekau aufgelöst. Das III. Bataillon kapitulierte in Stettin.

## Uniform, Ausrüstung
Bis zur Mitte des 18. Jahrhunderts bestand die Regimentsuniform aus einer blauen Uniformjacke mit roten Aufschlägen. Auf dem roten Buschaufschlag und den runden offenen Ärmelaufschlägen befanden sich weiße Schleifen. Die Mütze der Grenadiere war blaurot, Goldmessingbeschlag mit einem schwarzen Adler und rot-blauem Püschel. Die Regimentsfahne war hellgrün mit weißen Strahlen.